# Vitis cinerea
Espèce
Classification APG III (2009)
Vitis cinerea est une espèce de plante appartenant à la famille des Vitaceae.